# 균형성과표

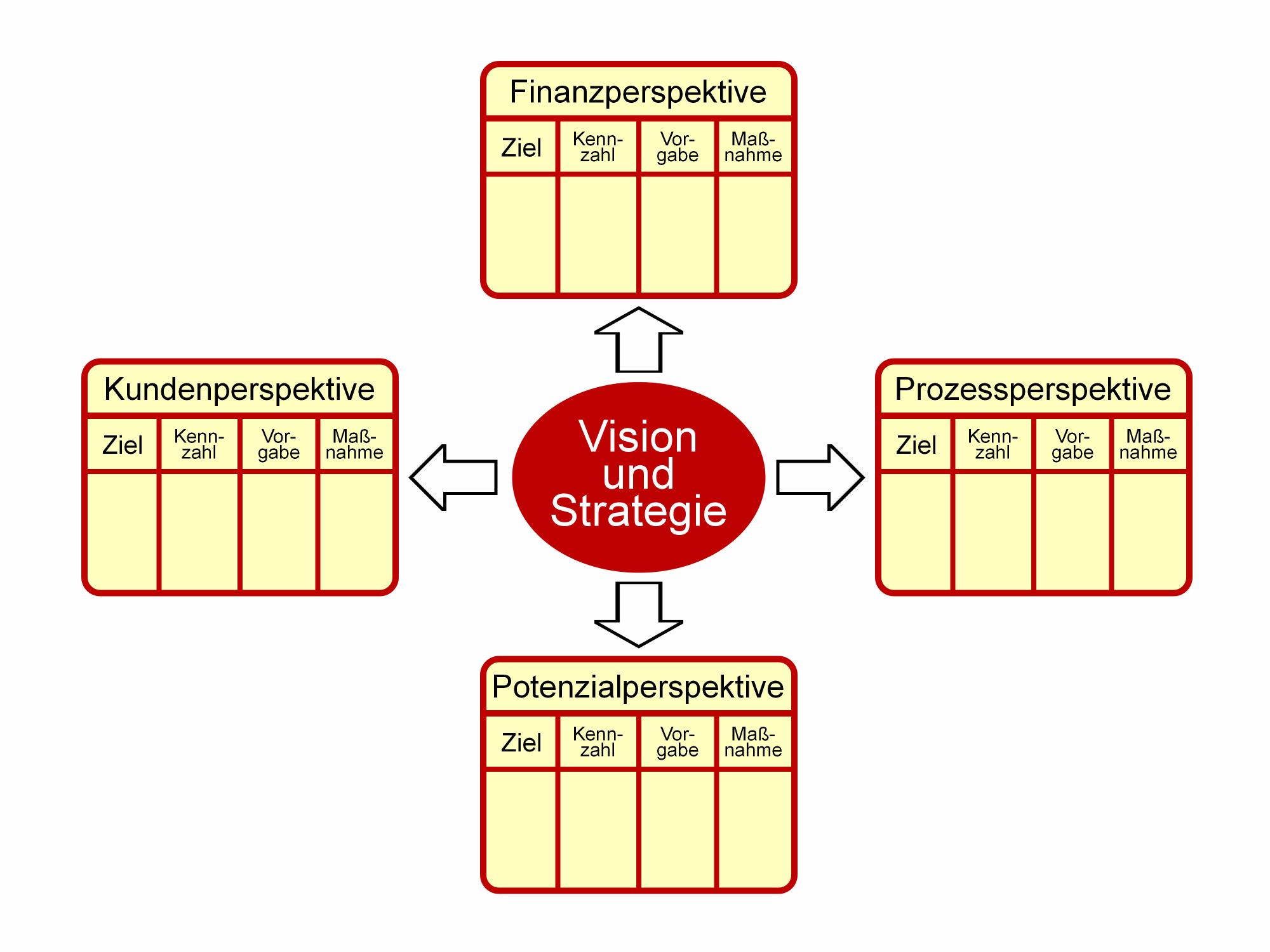

균형성과표(balanced scorecard, BSC)는 과거의 성과에 대한 재무적인 측정지표에 추가하여 미래성과를 창출하는 동안에 대한 측정지표인 고객, 공급자, 종업원, 프로세스 및 혁신에 대한 지표를 통하여 미래가치를 창출하도록 관리하는 시스템이다.

## 의의
1. 조직의 비전과 전략으로부터 도출된 성과지표의 조합이다.
2. 조직에게 전략적 방향을 알려주며 변화에 대한 동기를 부여한다.
3. 계획 수립, 예산편성, 조직구조 조정 및 결과통제 등의 의사결정에 있어서의 기초를 형성한다.

## 관점
- 고객관점

고객들의 주요 관심사항을 반영한 측정지표를 사용하여야 한다. 고객 관심사항은 시간, 품질, 성능/서비스, 비용 등의 범주로 구분된다.
- 내부 프로세스 관점

고객 측면과 핵심역량의 측면에서 접근할 수 있다. 고객측면에서는, 고객들의 기대에 부응하기 위하여 내부적으로 무엇을 어떻게 해야 하는가를 결정하는 것을 말한다. 즉, 균형성과표의 내부 프로세스 측정지표는 고객 만족에 가장 큰 영향을 미치는 업무 프로세스에서 나와야 한다. 핵심역량 측면에서는 경쟁사보다 뛰어나야 하는 주요 기술과 업무 프로세스를 확인하고 그것에 대한 측정을 구체화한다.
- 학습, 혁신, 성장 관점

기업의 비전을 달성하기 위해 조직이 어떠한 학습을 하고 무엇을 개선해야 하는지 측정한다.
- 재무 관점

재무성과 측정지표는 기업 경영이 기업의 손익개선에 기여하고 있는지를 나타내준다.
새로운 경영환경에 대비하여 고객, 내부 프로세스, 학습.혁신.성장 관점에서 개발된 측정지표들과 함께 균형적으로 사용되어야 한다는 논리에서 균형성과표가 개발되었다.

## 같이 보기
- 마케팅 전략
- 경영전략론